# Heiraten in Japan

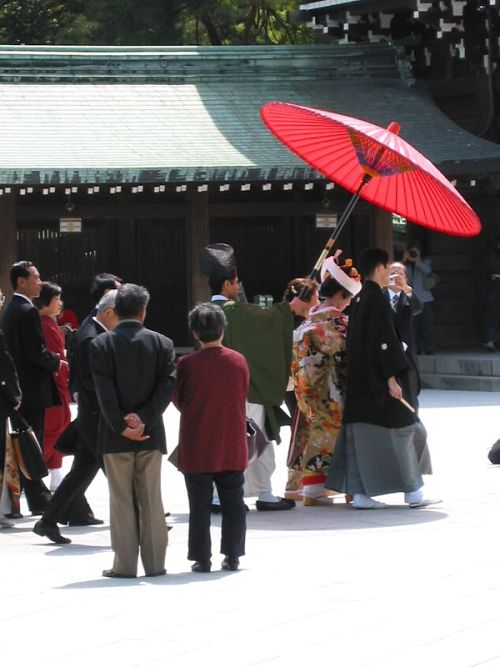
Heirat nach Shintō-Ritus (神前結婚, Shinzenkekkon), Meiji-Schrein, Tokyo 2002

Heiraten in Japan, die Eingehung der Ehe, (japanisch 結婚, kekkon, oder 婚姻, kon’in) war in der japanischen Geschichte immer ein Bund, der das Fortbestehen der Familie (Linie), d. h. die Erzeugung von Stammhaltern, sicherstellen sollte. Das individuelle Bedürfnis der Heiratenden spielte dabei eine nachgeordnete Rolle.

## Partnersuche
In der Edo-Zeit wurden Heiraten üblicherweise durch die Familien verhandelt. Um geeignete Kandidaten zu finden, konnte auch ein Heiratsvermittler (仲人, nakōdo) eingesetzt werden. In der Meiji-Zeit wurden diese Regelungen durch die Einführung des Ie-Systems weiter verfestigt. Eine weitere Neuerung dieser Zeit ist die Praxis des Omiai: Beide Ehepartner werden einander und der anderen Familie vorgestellt, und erst bei einem Konsens kommt es zur Hochzeit.
In der Nachkriegszeit sank der Anteil der durch Omiai geschlossenen Ehen kontinuierlich und liegt heute nur noch bei etwa 5 %. Heutzutage betrifft der Brauch in erster Linie besonders wohlhabende oder traditionsreiche Familien, die sehr genau darauf achten, wen ihre Kinder heiraten.
Als heiratstauglich gilt in Japan ein sogenannter yasashii otoko, am ehesten lässt sich das vielleicht mit „liebevoller Mann“ übersetzen. Ein weiteres Kriterium sind die sogenannten „drei Kō“ (三高, sankō): hochgewachsen (高身長, kōshinchō), gute/höhere Ausbildung (高学歴, kōgakureki) und ein hohes Einkommen (高収入, kōshū'nyū). Als das ideale Heiratsalter für den Mann gilt sein erstes Jahr in einer Firma.
Viele Männer erwarten eine Frau, die als kawaii (niedlich) gilt, eine sogenannte burikko. Viele Frauen unterstützen dieses Bild, indem sie sich im Beisein von Männern betont kindlich verhalten. Dazu gibt es die Redewendung vom „liegengebliebenen Weihnachtskuchen“: So wie ein Weihnachtskuchen bis zum 24. Dezember gegessen werden sollte, sollte eine Frau mit 24 verheiratet sein. Veränderte persönliche Ansprüche an die Partnerwahl, wie auch verlängerte Ausbildungszeiten haben zu einem Anstieg des Heiratsalters geführt. Zwischen 1920 und 1990 stieg das durchschnittliche Heiratsalter der Japanerinnen von 21,5 auf 25,8 Jahre. Der Anteil unverheirateter Frauen im Alter zwischen 23 und 29 Jahren stieg zwischen 1975 und 1990 von 30,9 % auf 40,2 %. Das durchschnittliche Heiratsalter lag bereits 1995 für Männer bei 30,5, für Frauen bei 27,2 Jahren. Entsprechend dem Rollen-Idealbild als Hausfrau wird von japanischen Frauen auch erwartet, dass sie kochen, sich um den Haushalt kümmern und für die Erziehung der Kinder zuständig sind. In vielen Haushalten übernimmt die Frau auch die Finanzen.
Für japanische Karrierefrauen ist es sehr schwierig, einen Partner zu finden. Selbstverständlich gibt es japanische Männer, die akzeptieren, dass ihre Frau arbeitet: Die Regel (rund 60 % der Frauen) ist allerdings, dass die Frau nach der Hochzeit aus dem Arbeitsleben ausscheidet und Hausfrau und Mutter wird. Erst wenn die Kinder ein gewisses Alter erreicht haben, nimmt die Frau wieder eine Arbeit auf, oft aber nur eine Teilzeitstelle (rund 70 %). (Siehe hierzu auch: Vereinbarkeit von Familie und Beruf, Abschnitt „Japan“.) Auch Firmen üben bisweilen Druck aus, dass verheiratete Frauen aus der Firma auszuscheiden haben. Betrachtet man den Anteil arbeitender Frauen in Japan nach dem Alter, so hat der Graph die Form eines M: Bis zum 25. Lebensjahr steigt der Anteil, dann sinkt er wieder, um einen erneuten Hochpunkt bei etwa 45 Jahren zu erreichen.
Japanischen Frauen, die Karriere machen wollen, bleibt daher oft nichts anderes übrig, als bis weit übers dreißigste Lebensjahr unverheiratet zu bleiben. Dann haben sie es allerdings schwer, noch einen Partner zu finden. Entweder sie bleiben unverheiratet oder versuchen über eine Agentur, einen Ehemann zu finden.
Nachfolgend die Ergebnisse einer 1999 von der Zeitschrift NIPPONICA veröffentlichten Umfrage. Die Fragestellung lautete: Wonach suchen Sie, wenn Sie einen Ehepartner auswählen? (mehrfache Antworten möglich)
| Antworten der Frauen         | Antworten der Frauen | Rang | Antworten der Männer | Antworten der Männer         |
| Charakter und Persönlichkeit | 74 %                 | 1    | 93 %                 | Charakter und Persönlichkeit |
| Sympathie und Gefühl         | 65 %                 | 2    | 81 %                 | Sympathie und Gefühl         |
| Einkommen                    | 45 %                 | 3    | 34 %                 | Aussehen                     |
| Beruf                        | 28 %                 | 4    | 28 %                 | Gemeinsame Interessen        |
| Familiäre Umgebung           | 17 %                 | 5    | 20 %                 | Alter                        |

## Die Hochzeit
Der rechtliche Teil einer Hochzeit ist in Japan ein kurzer Gang aufs Amt, bei dem ein entsprechendes Dokument mit den Siegeln beider Ehepartner versehen wird. Dabei ist nicht einmal die Anwesenheit beider Partner notwendig. Die eigentliche Hochzeitszeremonie wird jedoch religiös vollzogen. Japaner haben dabei die Wahl: sie können nach buddhistischem, shintōistischem oder christlichem (westlichem) Brauch heiraten. Für den gestalterischen Rahmen der aufwendigen Hochzeiten gibt es in den meisten Hotels für den jeweiligen Ritus besonders gestaltete "Kapellen" oder "Shinto Räume".
| Ritus        | Anteil |
| ------------ | ------ |
| Christlich   | 53,1 % |
| Shintō       | 32,3 % |
| Säkular      | 11,5 % |
| Buddhistisch | 0,8 %  |
| Andere       | 2,3 %  |

Stand: 1998
Hochzeiten sind in Japan eine teure Angelegenheit: nach Umfragen liegen die Kosten bei rund 30.000 EUR – im Durchschnitt. Die Rechnung tragen traditionell die Eltern der Braut. Dabei stellen Zeremonie (in einem Schrein oder Tempel) und die Bekleidung, welche meist nur gemietet wird, den größten Kostenfaktor dar. Würde man eine komplette traditionelle Hochzeitsausstattung kaufen, ergäbe sich ein Preis, der einem europäischen Sportwagen (wie Porsche oder Ferrari) gleichkäme. Die Miete kostet mit durchschnittlich 3.000 – 5.000 EUR vergleichsweise wenig.
An der Hochzeit selbst nimmt nur der engere Familienkreis teil. Nach der Hochzeit wird jedoch eine große Party veranstaltet, zu der Verwandte, Freunde, Arbeitskollegen und ehemalige Kommilitonen eingeladen werden. Bei dieser Gelegenheit wird auch der Partner dem jeweiligen Bekanntenkreis vorgestellt. Von den Gästen wird erwartet, eine entsprechend teure Eintrittskarte zu erwerben oder einen Umschlag mit Geld mitzubringen. Die Party trägt auch zur Finanzierung der Hochzeit bei. Sachgeschenke sind nicht üblich.
Ein sehr üblicher Brauch ist es, eine Fotosession zu machen. Besonders weil man in der Regel nur einmal dazu kommt, die extrem teure (und meist nur gemietete) Hochzeitskleidung zu tragen. Auch die Fotos sind teuer (500 - 2.000 EUR, je nach Umfang der Session). Jedoch werden die Bilder sehr professionell und auf besonderem Fotopapier gemacht. Damit sollen sie mehrere hundert Jahre lang haltbar sein.

## Hochzeitsreise
Die Hochzeitsreise (新婚旅行, shinkonryokō) ist eine der seltenen Gelegenheiten für einen Salaryman, außerhalb der drei üblichen Urlaubswochen (Neujahr, Golden Week und Obon) eine längere Reise zu unternehmen. Das beliebteste Reiseziel ist Hawaii.

## Auslandshochzeit
Auch nicht-japanische Staatsbürger können auf Wunsch in Japan heiraten. Jedoch verlangen Bürgermeisterämter von jedem nicht-japanischen Ehepartner einen gültigen Reisepass und ein  Ehefähigkeitszeugnis des Heimatstaates. Dieses muss vorab beim zuständigen Standesamt ausgefüllt beantragt werden. Zur Eheschließung vor Ort werden in Japan zusätzlich folgende Unterlagen benötigt:
Für beide Verlobte werden die Abstammungsurkunden benötigt. Außerdem werden die gültigen Pässe von beiden Verlobten benötigt. Falls es sich für einen Verlobten nicht um die erste Ehe handelt ist zusätzlich der Nachweis über frühere Ehen und ihre Auflösung vorzuweisen. Diese Dokumente müssen jeweils im Original und in beglaubigter englischer Übersetzung vorliegen.

## Gemischte Ehen
Internationale Hochzeiten in Japan:
| Jap. Männer      | Anzahl |  | Jap. Frauen | Anzahl |
| Chinesinnen      | 4,723  |  | Koreaner    | 1,764  |
| Philippinas      | 3,666  |  | Amerikaner  | 989    |
| Koreanerinnen    | 1,678  |  | Chinesen    | 917    |
| Brasilianerinnen | 318    |  | Brasilianer | 332    |
| Amerikanerinnen  | 286    |  | Philippiner | 265    |
| Alles            | 14,911 |  | Alles       | 7,008  |

Quelle: Ministerium für Gesundheit, Arbeit und Soziales

## Rechtliche Regelung
Die japanische Verfassung verlangt in Art. 24 ausdrücklich, das Familienrecht völlig neu zu gestalten und dabei die Gleichberechtigung der Geschlechter im Eherecht zu verwirklichen. Dies führte zu erheblichen Änderungen im Familienrecht und Erbrecht, um diesen Auftrag der Verfassung umzusetzen.
Die Ehemündigkeit liegt seit April 2022 für beide Geschlechter bei 18 Jahren. Zuvor konnten Männer gemäß dem japanischen BGB (民法, Minpō) ab 18 Jahren, Frauen bereits ab 16 Jahren heiraten (§ 731). Nur für Frauen galt die Einschränkung, dass eine Heirat für einen Zeitraum von sechs Monaten seit Auflösung einer früheren Ehe verboten ist (§ 733), um eine Überlappung der Zeiträume auszuschließen, für die eine Vermutung der Ehelichkeit eines Kindes gilt. Der japanische Oberste Gerichtshof hatte diese Regelung 1995 als nicht verfassungswidrig eingestuft, 2015 entschied der Gerichtshof aber anderslautend, dass das Gesetz doch verfassungswidrig ist, aber eine Wartefrist von 100 Tagen angemessen sei. Gleichzeitig entschied das Gericht, dass es kein Recht auf Doppelnamen gibt.
Eine Scheidung ist anders als in Deutschland durch einfache Vereinbarung der Ehegatten möglich (§ 763) und bedarf keines Gerichtsurteiles. Die große Mehrheit der Scheidungen erfolgt auf diese Weise.

## Einzelbelege
1. ↑  Länderbericht Japan. Hrsg. von M.Pohl und H.J. Mayer. Bundeszentrale für politische Bildung, Schriftenreihe Bd. 355, 1998, S. 428–429 ISBN 3-89331-337-0
2. ↑  A Statistical View of Marriage in Japan (Memento vom 6. Mai 2006 im Internet Archive), auf web-japan.org
3. ↑  Naomi Ekset, "Eheschließung auf japanisch" (Memento des Originals vom 8. Juni 2009 im Internet Archive)  Info: Der Archivlink wurde automatisch eingesetzt und noch nicht geprüft. Bitte prüfe Original- und Archivlink gemäß Anleitung und entferne dann diesen Hinweis. in: archimaera (Heft 2/2009)
4. ↑  NIPPONIA (9, 1999); zitiert nach Religion und Familie, Artikel aus dem Web-Handbuch Religion in Japan
5. ↑  https://www.e-stat.go.jp/dbview?sid=0003411850 (2019) (japanisch)
6. ↑  Alter der Volljährigkeit ändert sich in Japan ab 1. April. 26. Februar 2022, abgerufen am 18. Juni 2022 (deutsch).
7. ↑  Oberster Gerichtshof vom 5. Dezember 1995, Hanrei Jihō 1563, S. 81.
8. ↑  Spiegel (2015): Gerichtsentscheid: Japanerinnen verlieren Kampf gegen antiquiertes Namensrecht